# Каталог звёздных отождествлений
Каталог звёздных отождествлений (англ. Catalog of Stellar Identifications), или CSI — звёздный каталог, который был создан для облегчения перекрёстных ссылок между различными звёздными каталогами. Он содержит обозначения и основные данные приблизительно 440 000 звёзд по состоянию на 1983 год и был создан путём объединения Звёздного каталога Смитсоновской астрофизической обсерватории, Каталога Генри Дрейпера, AGK2/3, Фотографического каталога Кейпа, Зонального каталога Кейпа, Зонального каталога Йеля, Каталога слабых звёзд Кейпа и Общего каталога Босса. Он содержит звёздные координаты, величины, спектральные типы, собственные движения и перекрёстные ссылки на обозначения в ранее упомянутых каталогах. В нём также даны перекрёстные ссылки на многие другие каталоги, такие как Индексный каталог визуально наблюдаемых двойных звёзд, которые были связаны с CSI. В конечном итоге CSI стал частью звёздной базы данных SIMBAD.